# 김이태
김이태(1962년~)는 대한민국의 환경공학자이다. 1962년 대전 출생으로 수질공학 및 수처리공학을 전공하였다. 한국건설기술연구원의 책임연구원으로 근무 중 양심선언을 하였다.

## 학위 논문
학위 논문은 다음과 같다.
- 석사학위 논문 : 서울대학교; 성층화된 호수의 부영양화 예측 및 평가에 관한 연구(A Study for Predicton and Evaluation of Eutropication in Stratified Lake)
- 박사학위 논문 : 한양대학교; 메탄산화균의 특성분석 및 BNR 프로세스의 적용(Characterization and Application of Methanotrophs for Biological Nutrient Removal process)

## 수상 경력
- 건설교통부장관상(건설교통업무발전 유공자상)2회 수상[3]
- 세계물의 날 유공자상[4]
- 딴지일보 제1회 바보상 (수여당함. 기사참조.)[5]
- 투명사회상 (한국투명성기구(국제투명성기구 한국본부))[6]
- 제1회 의인상 (참여연대)[7]
- 경실련 시민상 (경제정의시민실천연대)[8]

## 양심선언
국토해양부로부터 대운하 연구를 용역받아 수행중이던 한국건설기술연구원의 김이태 연구원은 2008년 5월 24일 포털사이트 다음의 아고라에 올린 '대운하 참여하는 연구원입니다'라는 글에서 "4대강 정비계획의 실체는 운하 계획"이며, "제대로 된 전문가 분들이라면 운하건설로 인한 대재앙은 상식적으로 명확하게 예측되는 상황"이라고 주장했다. 또한, "딸과 아들에게 부끄러운 아버지가 되기 싫어 양심선언을 했다"고 밝혔다.
저는 국책연구원에서 환경을 연구하는 사람입니다.(실명은 김이태, 첨단환경연구실에 근무합니다.)

본의 아니게 국토해양부의 연구 과제를 수행하고 있는 사이비 과학자입니다. 저는 매우 소심하고, 마음이 약한 사람입니다.

한반도 물 길잇기 및 4대강 정비 계획의 실체는 운하 계획입니다.

저는 본 과제를 수행하는 데에 있어서 소위 '보안 각서'라는 것을 써서 서약 했습니다.

제가 이 예기를 올리는 자체로서 보안 각서 위반이기 때문에 많은 불이익과 법적 조치, 국가 연구 개발 사업 자격이 박탈될 것입니다.

하지만 소심한 저도 도저히 용기를 내지 않을 수 없습니다. 모든 불이익을 감수할 준비를 하고요.

최악의 경우 실업자가 되겠지요. 그 이유의 첫째는 국토의 대재앙을 막기 위해서입니다. 제대로 된 전문가 분들이라면 운하 건설로 인한 대재앙은 상식적으로 명확하게 예측되는 상황이라 생각 합니다.

저는 요즘 국토해양부 TF 팀으로부터 매일 매일 반대 논리에 대한 정답을 내놓으라고 요구를 받습니다. 아무리 머리를 쥐어짜도 반대 논리를 뒤집을 대안이 없습니다. 수많은 전문가가 10년을 연구했다는 실체는 하나도 없습니다. 제대로 일을 하지 못하고 답변을 주지 못하다 보니 '능력 부족', '성의 없음'이라고 질책을 받을 수밖에 없습니다.

도대체 이명박 정부는 영혼 없는 과학자가 되라 몰아치는 것 같습니다.

정부출연연구소 구조 조정 및 기관장 사퇴도 그렇습니다.

정정당당하다면 몰래 과천의 수자원공사 수도권사무실에서 비밀집단을 꾸밀게 아니라,

당당히 국토해양부에 정식적인 조직을 두어 열린 마음으로 다양한 의견을 수렴하는 마음자세로 검토하여야 되는 것 아닙니까?

왜, 오가는 메일 및 자료가 보완을 요구할 필요가 있습니까?

국가 군사작전도 아닌 한반도 물길 잇기가 왜 특급 비밀이 되어야 합니까?

제가 소속된 조직은 살아남기 위해서 정부에 적극적 협조해야 한다는 것은 인정 합니다.

그러나 잘못된 국가 정책은 국책연구원 같은 전문가 집단이 올바른 방향을 근원적으로 제시하여야 하는 게

연구기관의 진정한 존립이유 아닙니까?

이명박 정부가 경제성장률을 6%로 설정하라 해서 KDI에서 그걸 그대로 반영하여야 제대로 가는 대한민국입니까?

이명박 정부에 참으로 실망스러워서 이 같은 글을 올립니다.

기회가 되면 촛불 집회에 나가 한마디 하고 싶습니다.

이 글 때문에 저에게 불이익이 클 것이지만 내 자식 보기 부끄러운 아빠가 되지 않기 위해서 한마디 합니다.

...

추신 숨어있지 않겠습니다. 떳떳하게 나아가겠습니다. 제가 국가보안법을 위반하였다면 아이피 추적하지 마시고 아래 주소에서 찾으세요.

http://www.kict.re.kr/division/advanced_environment/people.asp

그리고 불이익 감수하겠습니다. 한참 입시준비중인 고3의 딸고 고1의 아들만 아빠를 믿어주면 됩니다.

당시 정부에 우호적인 사람들은 그의 양심 선언이 과연 양심적인 것이었는지 정치적인 것이었는지에 대해서 비난하였다. 그리고 실제로 운하는 건설된 적이 없고 보만 건설되었다는 점에서 그의 주장은 명백한 거짓임이 밝혀졌다고 주장하는 사람들도 있지만, 정부측에서 쓰는 용어가 '보'일 뿐이지 실제로는 크기가 국제규격상 대형댐에 해당되고 운하 운용에 적합한 6미터 이상 수심을 유지하도록 명령한 기록이 나왔기 때문에 김이태 분의 주장에 합리적인 정황이 많이 보인다. 
- 정부 측 반응

이에 대해 국토해양부와 건설기술연구원은 그 주장은 연구원 개인의 의견이며, 어떤 경로를 통해서도 반대논리에 대한 정답을 내놓으라고 강요한 사실이 없으며, 조직도 공개적으로 꾸려 운영하고 있다고 말했다.
- 공개 논쟁

대운하 추진에 우호적인 이화여대 박석순 교수와 대운하 관련 환경 영향 평가에 대하여 공개 논쟁을 하였다.
- 온라인 서명운동

양심선언 후 온라인상에서 '김이태 박사 지키기' 서명운동이 벌어졌는데, 단 하루 만에 3만 5000명 이상이 참여하였다.

### 감사 및 징계
건설기술연구원은 2008년 11월 28일부터 12월 12일까지 15일간 김이태 연구원 개인만을 대상으로 감사를 벌였다. 당초 징계 계획이 없다던 건기연이 7개월이나 지난 뒤에야 감사를 하는 것은, 감사의 목적이 징계이며 정부의 압력이 있었기 때문에 실시되는 것이라는 의혹이 있었다. 결국 건설기술연구원은 2008년 12월 24일 징계위원회를 열고 3개월 정직 처분을 내렸다.

## 같이 보기
- 한반도대운하